# Duchesse d'Angoulême (pera)
Duchesse d'Angoulême (en España conocida como Duquesa de Angulema) es una variedad cultivar de pera europea Pyrus communis. Esta pera está cultivada en la colección de la Estación Experimental Aula Dei (Zaragoza). Esta pera variedad muy antigua, es originaria de Francia, también muy extendido su cultivo en España (Álava, Cádiz, La Coruña, Gerona, Guipúzcoa, Huesca, León, Logroño, Madrid, Orense, Oviedo, Palencia, Pontevedra, Santander, Zaragoza), y tuvo su mejor época de cultivo comercial antes de la década de 1960, y actualmente en menor medida aún se encuentra.  Las frutas tienen una pulpa de color blanco crema, con textura mantecosa, ligeramente granulosa, y un sabor muy alimonado, aromático, bueno.

## Sinonimia
- "Poire des Éparonnais",
- "Duchesse",
- "Pézenas",
- "Duquesa de Angulema" en España,
- "Herzogin von Angouleme " en Alemania.[7]

## Historia
La variedad de pera 'Duchesse d'Angoulême' vendría de un peral que había crecido de forma natural a partir de semilla en la finca "Éparonnais", una comuna de Cherré cerca de Champigné y Châteauneuf-sur-Sarthe, en el departamento de Maine-et-Loire ( Anjou ). Esta finca perteneció entonces al Comte d'Armaillé. Jules de Liron d'Airoles, eminente pomólogo de Nantes, relató que el árbol era desesperadamente estéril, teniendo una edad de veinte años, fue entonces talado y casi había desaparecido, pero esta operación había provocado que el árbol retallara y produjera frutos. Se consideró que sería bueno presentar sus frutos a alguien capaz de juzgarlos y comercializar el árbol si fuera necesario. De hecho, Anne-Pierre Audusson, una de las viveristas-artesanas de la feria hortícola de Maine-et-Loire (de su jardín se producirá más tarde la pera 'Doyenné du Comice') consideró este peral realmente digno de interés y se encarga de promoverlo y difundirlo.
Inicialmente, se llamó 'Poire des Éparonnais'. Luego, pasó a llamarse 'Duchesse d'Angoulême' en honor a María Teresa de Francia, hija mayor de Luis XVI de Francia y María Antonieta. El 10 de junio de 1799, al casarse con su primo Luis, duque de Angulema, tomó este título. 
Consta una descripción del fruto: Leroy, 1867 : 98; Hedrick, 1921 : 154; Soc. Pom. France, 1947 : 298; Baldini y Scaramuzzi, 1957 : 306, y en E. E. Aula Dei.
En España 'Duquesa de Angulema' está considerada incluida en las variedades locales autóctonas muy antiguas, cuyo cultivo se centraba en comarcas muy definidas. Se caracterizaban por su buena adaptación a sus ecosistemas y podrían tener interés genético en virtud de su adaptación. Se encontraban diseminadas por todas las regiones fruteras españolas, aunque eran especialmente frecuentes en la España húmeda. Estas se podían clasificar en dos subgrupos: de mesa y de cocina (aunque algunas tenían aptitud mixta).
'Duquesa de Angulema' es una variedad clasificada como de mesa, difundido su cultivo en el pasado por los viveros comerciales y cuyo cultivo en la actualidad se ha reducido a huertos familiares y jardines privados.
La pera 'Duchesse d'Angoulême' está cultivada en diversos bancos de germoplasma de cultivos vivos tales como en National Fruit Collection con el número de accesión: 2001-050 y nombre de accesión: Duchesse d'Angouleme. También está cultivada en la Estación Experimental Aula Dei (Zaragoza), con el nombre de accesión: Duquesa de Angulema. 

## Progenie
'Duchesse d'Angoulême' es el Parental-Madre de la variedades cultivares de pera:
'Alliance Franc-Russe' 

## Características
El peral de la variedad 'Duquesa de Angulema' tiene un vigor muy alto y productivo todos los años; florece a finales de abril; tubo del cáliz en embudo con conducto corto, de anchura media.
La variedad de pera 'Duquesa de Angulema' tiene un fruto de tamaño de grande a muy grande; forma doliforme, sin cuello, regular o asimétrica, contorno irregularmente redondeado u ondulado; piel algo ruda, con o sin brillo; con color de fondo amarillo verdoso o dorado, con chapa poco extensa bronceada o levemente sonrosado, presenta un punteado ruginoso-"russeting" muy abundante y visible, líneas ruginosas formando anillos alrededor del ojo, manchitas más o menos extensas por el resto de la superficie del fruto, "russeting" (pardeamiento áspero superficial que presentan algunas variedades) medio; pedúnculo de longitud   variable, de corto a largo, espesor medio, leñoso, muy engrosado, en forma de botón en su extremo superior, parcialmente ruginoso cobrizo y verde claro, recto o ligeramente curvo, implantado derecho u oblicuo, cavidad del pedúnculo estrecha, poco profunda, con el borde fuertemente ondulado o mamelonado; anchura de la cavidad calicina anchura media, generalmente bastante profunda, contorno fuertemente ondulado o acostillado, interior de la cavidad a veces ligeramente plisado; ojo pequeño, cerrado o semicerrado, en algunos casos caduco; sépalos triangulares, carnosos en la base, con la punta roma, generalmente convergentes, algunos erectos, entreabriendo el ojo.
Carne de color blanco crema; textura mantecosa, ligeramente granulosa; sabor muy alimonado, aromático, bueno; corazón pequeño, estrecho, fusiforme. Eje estrecho, en general relleno. Celdillas medianas. Semillas de tamaño medio, alargadas, puntiagudas, con iniciación de espolón, de color castaño rojizo no uniforme, con frecuencia abortadas.
La pera 'Duquesa de Angulema' madura en otoño (en E. E. Aula Dei de Zaragoza). Aguanta en buenas condiciones hasta tres meses de almacenamiento en un ambiente refrigerado. Se usa como pera de mesa fresca, y en cocina para hacer compotas.

## Susceptibilidades
Esta pera fue objeto de un considerable cultivo hacia la mitad del siglo XIX. 
Por su facilidad de transporte y sus cualidades gustativas, desde Anjou, cuna de esta variedad, se enviaron decenas de miles de toneladas desde el puerto de Nantes; se comercializó en toda Europa.
Fruto adaptado a regiones frías, que se puede cultivar en altura. Desafortunadamente, el árbol se está volviendo cada vez más susceptible a la formación de costras en frutos y hojas.